# Tulkas
Tulkas El Fort és, en la mitologia de J. R. R. Tolkien referida a la Terra Mitjana, un Vala, també conegut amb el nom d'Astaldo. És el marit de Nessa. Fou el darrer dels Valar en baixar a Arda, quan tingué coneixement de la guerra contra Morgoth, que fugí abans de la seva arribada, donant lloc a l'inici de la primavera d'Arda. És el més combatiu de tots els Valar.